# (5980) 1993 FP2
(5980) 1993 FP2 là một tiểu hành tinh vành đai chính. Nó được phát hiện bởi Seiji Ueda và Hiroshi Kaneda ở Kushiro, Hokkaidō, Nhật Bản, ngày 26 tháng 3 năm 1993.